# Relacions entre Angola i Argentina
Les relacions entre Angola i Argentina es refereix a les relacions bilaterals històriques i actuals entre la República d'Angola i la República de Argentina. Ambdós països mantenen relacions diplomàtiques des del 2 de setembre de 1977. Angola té ambaixada a Buenos Aires. Argentina té ambaixada a Luanda.

## Relacions econòmiques
En desembre de 2010 aproximadament 200 milions de dòlars nord-americans de béns s'intercanviaven anualment entre els dos països. Argentina buscava millorar les relacions comercials.